# تاتوم اونیل
تاتوم بئاتریس اونیل (به انگلیسی: Tatum Beatrice O'Neal) بازیگر، آمریکایی برنده جایزه اسکار است.
او در سن ۱۰ سالگی توانست جایزه اسکار بهترین بازیگر نقش مکمل زن را دریافت کند و از این لحاظ دارای رکورد است.
یکی از نخستین دوست‌پسرهای اونیل مایکل جکسون بود که در دههٔ ۷۰ و اوایل دههٔ ۸۰ با یکدیگر رابطه داشتند.

## بخشی از فیلمشناسی
| سال  | عنوان             | نقش            | توضیحات |
| ---- | ----------------- | -------------- | --- |
| ۱۹۷۳ | ماه کاغذی         | Addie Loggins  | جایزه اسکار بهترین بازیگر نقش مکمل زن دیوید دی دوناتلو (tied به همراه باربارا استرایسند برایThe Way We Were) Golden Globe Award for New Star Of The Year – Actress نامزدی– جایزه گلدن گلوب بهترین بازیگر زن فیلم موزیکال یا کمدی |
| ۱۹۷۶ | نیکلودئون         | Alice Forsyte  | |
| ۱۹۷۸ | ولوت بین‌المللی    |                | |
| ۱۹۸۰ | عزیزان کوچک       | Ferris Whitney | |
| ۱۹۹۶ | باسکیت            | Cynthia Kruger | |
| ۲۰۱۰ | فراری‌ها           | Marie Harmon   | |
| ۲۰۱۰ | وصیت‌نامه          | Hayden Emery   | |
| ۲۰۱۵ | اونجوری بامزه است | Waitress       | Cameo |